# تیروواللووار
تیروواللووار (تامیلی: திருவள்ளுவர்، به انگلیسی: Thiruvalluvar)، که با نام والووار شناخته می‌شود، شاعر و فیلسوف مشهور تامیلی بود. او بیش‌تر به‌عنوان نویسنده کتاب تیروکورال، که مجموعه دوبیتی‌هایی دربارهٔ اخلاق، مسائل سیاسی، اقتصادی و عشق است، شناخته می‌شود. این متن یک اثر استثنایی و گران‌قدر در ادبیات تامیل در نظر گرفته می‌شود.
کمیل زولبیل، محقق ادبیات تامیل می‌گوید: تقریباً هیچ اطلاعات معتبری در مورد والووار در دسترس نیست. زندگی و پیشینه او از آثار ادبی او استنباط می‌شود. روایت‌های افسانه‌ای و غیرمعتبر از زندگی والووار وجود دارد، و همه ادیان اصلی هند، و مبلغان مسیحی قرن نوزدهم، سعی کرده‌اند ادعا کنند که فلسفه او الهام گرفته از سنت آن‌هاست. اطلاعات کمی دربارهٔ پیشینه خانوادگی، وابستگی مذهبی یا زادگاه او وجود دارد. اعتقاد بر این است که در شهر میلاپور زندگی می‌کرده‌است و تاریخ تولدش بر اساس روایت‌های کهن و تحلیل‌های زبان‌شناختی از قرن چهارم قبل از میلاد تا اوایل قرن پنجم پس از میلاد متفاوت است. مارالمارای آدیگال، سخن‌ور و نویسنده تامیل، و پدر جنبش تامیل پاک، سال تولد والووار را ۳۱ پیش از میلاد می‌داند، درحالی‌که کامیل زولبیل استنباط می‌کند که تیرووالووار در حدود سال ۵۰۰ پس از میلاد می‌زیسته‌است.
والووار طیف وسیعی از محققان را در طول اعصار، از زمان خود، در حوزه‌های اخلاقی، اجتماعی، سیاسی، اقتصادی، مذهبی، فلسفی و معنوی تحت‌تأثیر قرار داده‌است. او مدت‌ها به‌عنوان یک حکیم بزرگ مورد احترام بوده و آثار ادبی او از آثار کلاسیک فرهنگ تامیل است.